# Onze-Lieve-Vrouw-Geboortekerk (Berkel en Rodenrijs)
De Onze-Lieve-Vrouw-Geboortekerk is een rooms-katholieke kerk aan de Noordeindseweg 102 in Berkel en Rodenrijs, in de Nederlandse provincie Zuid-Holland. De kerk werd in 1865-1868 gebouwd naar een ontwerp van architect W.J. van Vogelpoel.

## Geschiedenis
Toen in 1860 de toen gebruikte kerk uit 1731 te klein was geworden, werd er gedacht aan de bouw van een grotere kerk. De locatie voor de nieuwe kerk stond echter niet vast. De boeren 'in het noorden' wilden de oude plek aanhouden; anderen wilden dat de kerk dichter bij het dorp kwam te staan. Er werd gekozen op de huidige plaats de nieuwe kerk te bouwen.
In 2009 werd de kerk door de NCRV tot mooiste kerk van Zuid-Holland gekozen.